# Список керівників держав XXIX століття до н. е.
Список керівників держав XXX століття до н. е.  — Список керівників держав XXVIII століття до н. е.

## Азія

### Шумер

#### Перша династіяКіша
- Етана, лугаль (бл. 2900 до н. е.)
- Баліх, лугаль (після 2900 до н. е.)
- Енменнуна, лугаль (після 2900 до н. е.)
- Мелам-Кіши, лугаль (після 2900 до н. е.)
- Барсальнуна, лугаль (після 2900 до н. е.)
- Сімуг, лугаль (після 2900 до н. е.)

## Африка

### Раннє царство (Стародавній Єгипет)

#### Перша династія:
- Сенеферка, фараон (бл. 2900 до н. е.)
- Птах, фараон (бл. 2900 до н. е.)

#### Друга династія:
- Хотепсехемуї, фараон (бл. 2890 до н. е.)
- Ранеб, фараон (бл. 2850 до н. е.)
- Нінечер, фараон (бл. 2810—2760 до н. е.)